# La tartaruga e il coniglio
La tartaruga e il coniglio (Tortoise Beats Hare) è un film del 1941 diretto da Tex Avery. È un cortometraggio d'animazione della serie Merrie Melodies, prodotto dalla Leon Schlesinger Productions e uscito negli Stati Uniti il 15 marzo 1941. Il corto, liberamente ispirato alla favola "La lepre e la tartaruga" di Esopo, è il primo di una trilogia con protagonisti Bugs Bunny e Cecil Tartaruga, al suo esordio. Fu seguito da Più veloce di una lepre (1943) e da Un'amara vittoria (1947). È stato distribuito in DVD anche col titolo La tartaruga batte il coniglio.

## Trama
Bugs Bunny, contrariato dal titolo del film, scommette dieci dollari con Cecil Tartaruga che lo può battere in una gara. Cecil accetta, e appena inizia la gara chiama tutti i suoi cugini (di aspetto e voce identici ai suoi) che vivono lungo il percorso perché tormentino Bugs apparendo costantemente davanti a lui, facendogli credere di stare perdendo. Bugs perde tempo a cercare di capire e a bloccare quelli che lui crede essere Cecil, così quando taglia il traguardo scopre il rivale che lo sta già aspettando. Il coniglio paga quindi i dieci dollari, ma quando sospetta di essere stato imbrogliato, le tartarughe rivelano di essere state in dieci ed essersi così divise i soldi della scommessa.

## Distribuzione

### Edizione italiana
Il corto fu distribuito nei cinema italiani il 5 maggio 1949 col titolo La tartaruga volante (utilizzato anche per il sequel); il doppiaggio fu realizzato direttamente negli Stati Uniti. Fu ridoppiato per la televisione nel 1996 dalla Angriservices Edizioni, sotto la direzione di Renzo Stacchi su dialoghi di Giorgio Tausani; benché le tartarughe nel doppiaggio originale abbiano tutte la stessa voce, nella scena delle telefonate sono state date loro delle voci diverse da quella di Cecil. Non essendo stata registrata una colonna internazionale, in entrambi i casi fu sostituita la musica presente durante i dialoghi.

### Edizioni home video

#### VHS
America del Nord
- Bugs Bunny Cartoon Festival Featuring "Little Red Riding Rabbit" (1986)
- Bugs Bunny's Zaniest Toons (23 ottobre 1991)
- The Golden Age of Looney Tunes Volume 10: The Art of Bugs (1992)
- Bugs Bunny: Big Top Bunny (26 ottobre 1999)
- Looney Tunes: The Collector's Edition - Tex-Book Looney (giugno 2000)

Italia
- Bugs Bunny: Big Top Bunny (maggio 2000)

#### Laserdisc
- The Golden Age of Looney Tunes (11 dicembre 1991)

#### DVD e Blu-ray Disc
Il corto fu pubblicato in DVD-Video in America del Nord nel primo disco della raccolta Looney Tunes Golden Collection: Volume 2 (intitolato Bugs Bunny Masterpieces) distribuita il 2 novembre 2004, dove è visibile anche con un commento audio di Chuck Jones realizzato tramite interviste d'archivio e uno di Michael Barrier; il DVD fu pubblicato in Italia il 16 marzo 2005 nella collana Looney Tunes Collection, col titolo Bugs Bunny: Volume 2. In Italia fu inserito anche nel DVD Bugs Bunny della collana I tuoi amici a cartoni animati!, uscito il 15 novembre 2011. Fu poi incluso (nuovamente coi commenti audio) nel secondo disco della raccolta Blu-ray Disc e DVD Looney Tunes Platinum Collection: Volume Two, uscita in America del Nord il 16 ottobre 2012, e nel primo disco della raccolta DVD Looney Tunes Spotlight Collection Volume 8, uscita in America del Nord il 13 maggio 2014.